# 불가사의
불가사의(不可思議)는 한자 문화권에서 사용되는 수의 단위이다. 본래 불교에서 말로 표현하거나 마음으로 생각할 수 없는 오묘한 이치 또는 가르침을 뜻하며, 언어로 표현할 수 없는 놀라운 상태를 일컫기도 한다. 한자 문화권에서 사용되는 수의 단위 중 그 값이 무량대수보다 적은 수이기도 하다. 수리적으로는 1064를 뜻한다.

## 대승불교
소승불교에서도 불가사의해탈을 중시하는지는 모르겠지만, 대승불교에서는 깨달음이란 불가사의해탈(不可思議解脫)이라고 하여 매우 중시한다. 부사의해탈(不思議解脫)이라고도 한다.

### 화엄경
화엄경은 대부사의해탈경(大不思議解脫經)이라고도 불린다. 대승불교의 아버지 용수존자가 용궁에서 화엄경을 보았고, 그것을 외운 다음에, 화엄경을 편찬했다고 한다. 용궁에는 항본 대본 상본 중본 하본이 있었는데, 방대한 분량이라 하본만을 가지고 육지로 나왔고, 그것도 너무 방대해 용수존자가 화엄경 약본을 썼다고 한다. 오늘날의 화엄경은 이 용수존자의 화엄경 약본이라고 한다.

### 유마경
보살마하살이 불가사의해탈에 머무르면 수미산(須彌山)을 겨자씨 속에 넣는다. 삼천대천세계를 겨자씨 속에 넣는다. 7일을 1겁으로 늘리고, 1겁을 7일로 줄인다. 모든 중생들을 한 손바닥에 올려놓고 찰나에 모든 우주를 여행하며 보여준다. 부처, 벽지불, 성문, 제석천, 전륜성왕 등의 몸으로 자유자재로 변신하여 나타난다.

### 열반경
보살마하살이 대열반에 머물면 삼천대천세계를 겨자씨 속에 넣고 털구멍 속에 넣는다. 보살마하살이 대열반에 머물면 이렇게 가지각색 한량없는 신통 변화를 나타내나니, 그러므로 대열반이라 한다. 대열반은 부처님들의 법계이다. 여래인 정각은 이렇게 대열반에 편안히 머무는 것이다. 보살마하살이 대열반에 머물면 이와 같은 신통 변화를 나타내어 두려움이 없다.

### 금강경
수보리가 아뇩다라삼먁삼보리심을 일으킨 선남자 선여인은 깨달은 마음을 어떻게 머물며 번뇌의 마음을 어떻게 항복받아야 하느냐고 묻자, 석가모니가 모든 중생을 찰나에 모두 열반에 들게 하겠다고 명상하라고 가르친다. 역시 불가사의해탈을 의미한다.